# Баклер

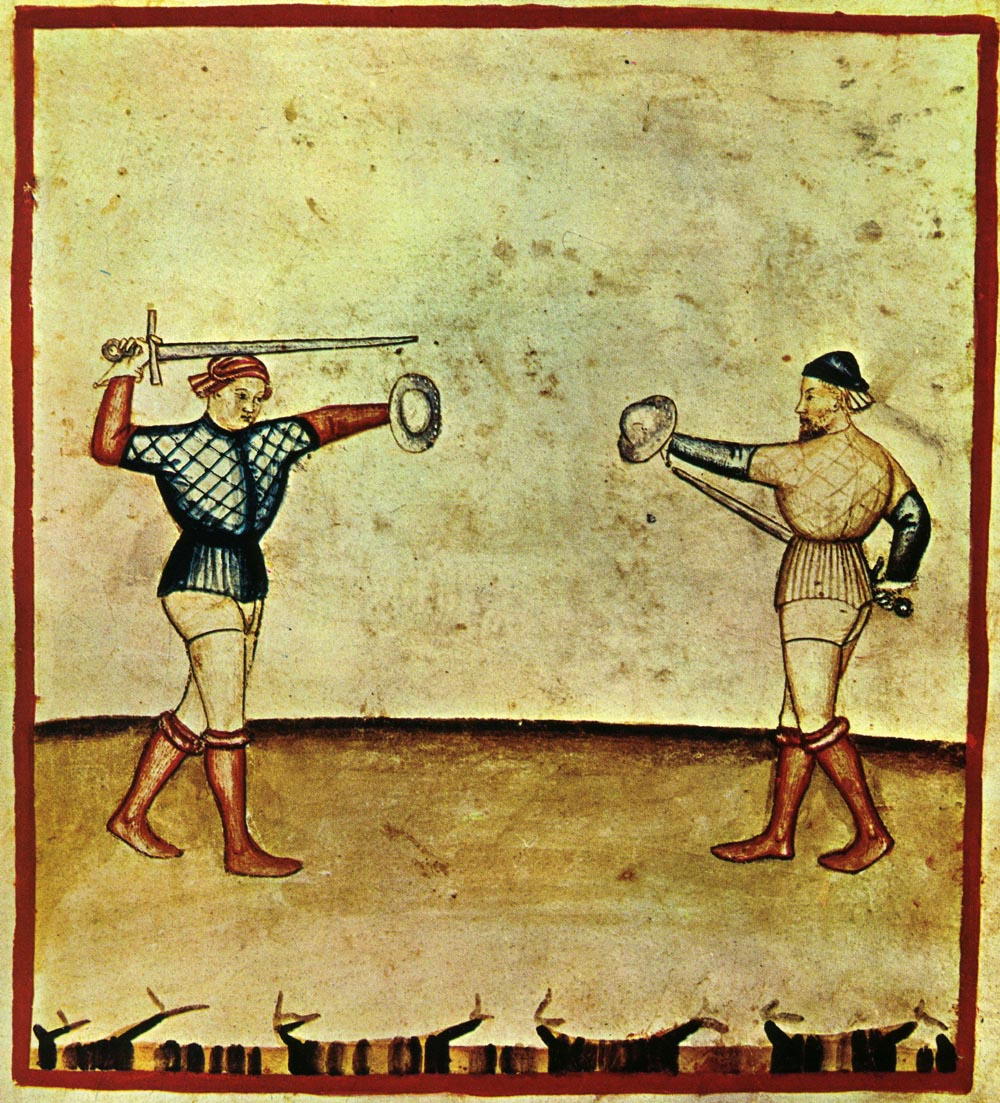
Фехтування з баклером. Мініатюра з книги Tacuinum Sanitatis, Ломбардія, 1390 р.

Ба́клер (від англ. buckler), або кулачний щит (нім. Faustschild) — маленький щит для фехтування, що був у вжитку в Європі у XIII—XVII ст. Зазвичай мав круглу форму і робився з металу. Розміри щита не перевищували 40 см у діаметрі. Англійське buckler походить від фр. bouclier («щит»), утвореного від старофр. bocle, boucle («ґуля»).

## Історія
Першими стали використовувати кулачні щити, схоже, араби. В арабській кінноті використовували невеличкі щити 60 см у діаметрі, які надалі були зменшені. У Європі кулачний щит з'являється у XIII ст., спочатку у візантійців, потім в Італії, а XIV ст. він поширюється у Німеччині, Франції та Англії, де його використовує виключно піхота. Цьому сприяло поширення серед піхотинців дворучної зброї: пік, арбалетів, луків. Носіння з собою великих щитів було вельми незручним, але існувала необхідність у пристрої для відбивання ударів ворога у ближньому бою . Баклер став оптимальним рішенням як для лучників і арбалетників, так і для пікінерів. Маленький щит на поясі не стісняв рухів, а під час рукопашної захищена ним рука цілком прийнятно парирувала удари ворожого меча.
У XVI ст. під сильним італійським впливом на тактику фехтування кулачний щит стає невід'ємним супутником меча (шпаги). Втім, на кінець XVI ст. баклер в італійських фехтувальників замінюється фехтувальним кинджалом-дагою. В англійській армії на початку XVII ст. використовували комбіновану зброю з баклерами: ствол пістоля проходив через центр щита. З приходом XVIII ст. кулачні щити зникають.

## Опис

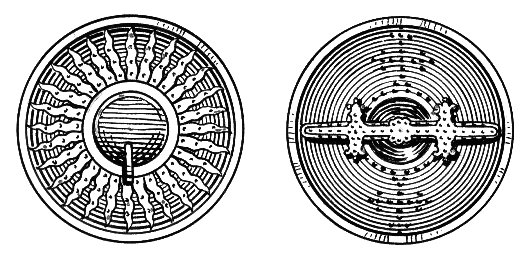
Баклер з лицьового та зворотного боку

Розміри баклера становили 20-40 см у діаметрі. Невеликі розміри уможливлювали виконати щит цілком з металу (на відміну від великих щитів), тому більшість баклерів цільнометалеві. Проте, використовувалися й інші матеріали. Аналогічно великим щитам (праскоподібним, краплеподібним), основа щита могла набиратися з дерев'яних дощечок 6-8 мм, зміцнюватися окантовкою та умбоном. Був можливий шкіряний варіант з металевим зміцнювальним каркасом. Баклери були здебільшого круглими, але зустрічалися також інші форми.